# Aptenodytes
Rod Aptenodytes je zastoupený pouze dvěma žijícími druhy tučňáků. Od ostatních zástupců čeledi tučňákovitých se podstatnou měrou liší jednak vzezřením, ale také způsobem života. Dorůstají do výšky 90–120 cm a disponují do žluta až oranžova vybarvený peřím v oblasti krku, prsou a hlavy. V současnosti nečelí žádné přímé hrozbě, která by znamenala ohrožení. Populace obou druhů je stabilní nebo rostoucí.
Jsou to mediálně nejznámější a vůbec nejpopulárnější tučňáci, a proto se velmi často objevují na reklamních či dekorativních předmětech. Vzhledem si jsou oba zástupci velmi podobní, a tak si je obzvláště média, píši-li o nich, častokrát spletou – především se jedná o chybně zvolené nebo popsané fotografie.
O tučňáku císařském byl natočen oscarový dokument Putování tučňáků (2005), na který navazuje další s názvem Putování tučňáků: Volání oceánu (2017). Na téma „svět tučňáka císařského“ natočil režisér Georg Miller úspěšný animovaný film Happy Feet (2006), jehož scénář a celková vizualizace připomíná spíše dokumentární film. Zábavnou formou informuje taktéž o hrozbách, kterým tento tučňák skutečně čelí.
Biologie – nestavějí žádná hnízda a samičky snášejí vždy jen jediné vejce, které si tito ptáci pokládají na nohy, a přikrývají jej kožním záhybem na břiše. Stejně činí při vylíhnutí potomka. Odrostlá mláďata se pak v nepřítomnosti svých rodičů spoléhají na sebe a navzájem si pomáhají. Aby si v nepříznivých podmínkách udrželi stálou tělesnou teplotu, utvářejí takzvané školky, kde se k sobě tiskne určitý počet stejně starých vrstevníků, jako houf hřejivých chumáčků.
Tučňák císařský hnízdí v nejdrsnějších podmínkách v období Antarktické zimy. Dokáže dlouhodobě hladovět (samec až čtyři měsíce). Tučňák patagonský má nejdelší chovný cyklus, trvající až 16 měsíců. Vychová nanejvýš dva potomky v rozmezí tří let. Na rozdíl od tučňáka císařského hnízdí mimo kontinent Antarktidy, v přívětivějších podmínkách.
Možné hrozby – mezi nejaktuálnější patří; nekorigovaný rybolov, rozmach turismu nebo případná průmyslová aktivita (především v Antarktidě).

## Druhy
- Tučňák císařský (Aptenodytes forsteri)
- Tučňák patagonský (Aptenodytes patagonicus)

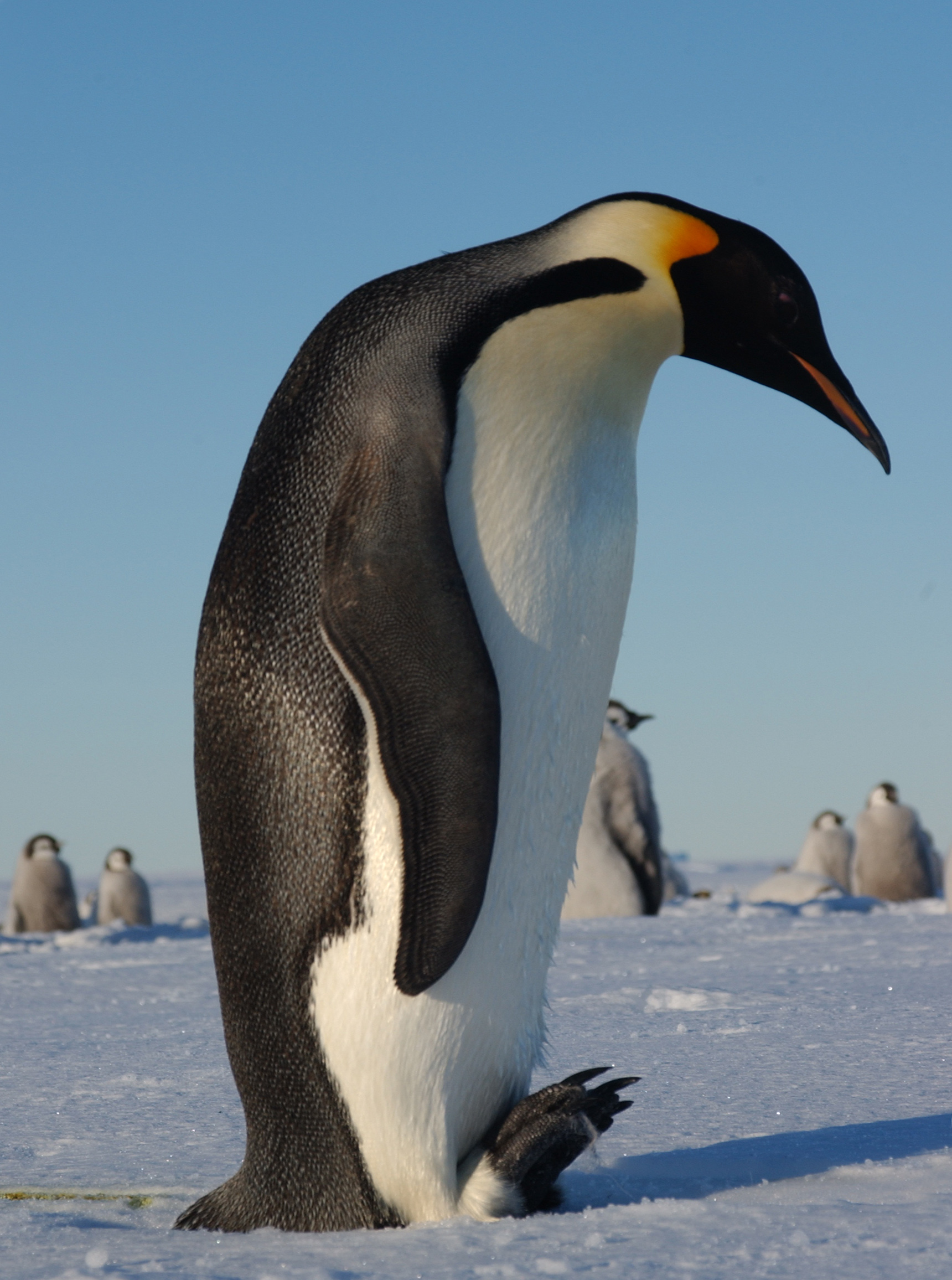
Tučňák císařský
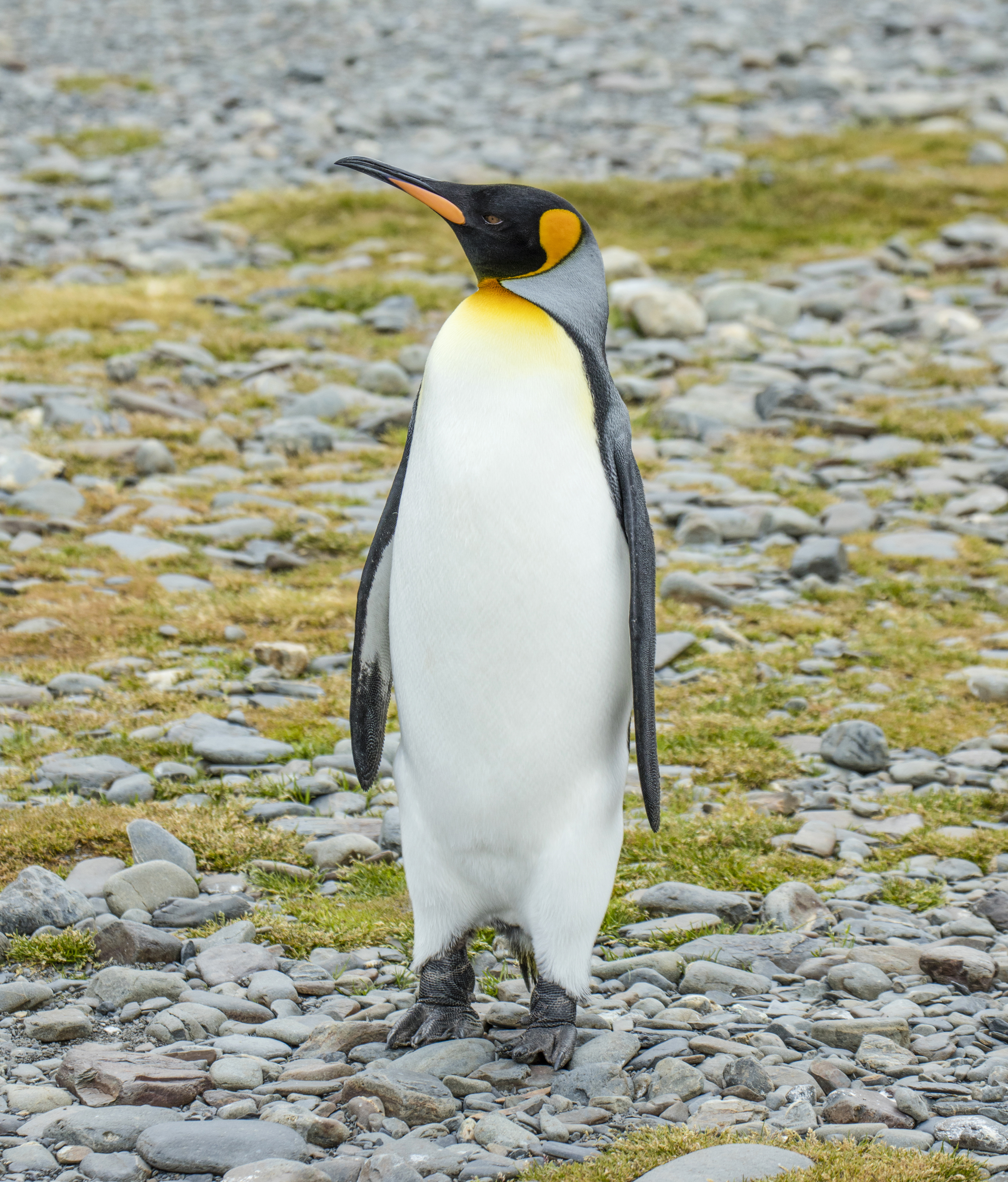
Tučňák patagonský